# Cleora onycha
Cleora onycha är en fjärilsart som beskrevs av Fletcher 1953. Cleora onycha ingår i släktet Cleora och familjen mätare. Inga underarter finns listade i Catalogue of Life.